# Habenaria snowdenii
Habenaria snowdenii är en orkidéart som beskrevs av Victor Samuel Summerhayes. Habenaria snowdenii ingår i släktet Habenaria och familjen orkidéer. Inga underarter finns listade i Catalogue of Life.